# قرية ليونز (نيويورك)
قرية ليونز (بالإنجليزية: Lyons (village), New York)‏ هي معلم جغرافي تقع في الولايات المتحدة في مقاطعة وين، نيويورك. يقدر عدد سكانها بـ 3,695 نسمة ومساحتها 10.7 كم2 وترتفع عن سطح البحر 125 متر.

## التركيبة السكانية
حدّد مكتب تعداد الولايات المتحدة بيانات التركيبة السكانية لقرية ليونز في تعداد الولايات المتحدة. في ما يلي، التركيبة السكانية حسب تعدادي 2000 و2010.

### تعداد عام 2000
بلغ عدد سكان قرية ليونز 3,695 نسمة بحسب تعداد عام 2000، وبلغ عدد الأسر 1,500 أسرة وعدد العائلات 906 عائلة مقيمة في القرية. في حين سجلت الكثافة السكانية 345.3 نسمة لكل كيلومتر مربع (894.3/ميل2). وبلغ عدد الوحدات السكنية 1,668 وحدة بمتوسط كثافة قدره 155.9 لكل كيلومتر مربع (403.8/ميل2).
وتوزع التركيب العرقي للقرية بنسبة 85.14% من البيض و10.88% من الأمريكيين الأفارقة و0.19% من الأمريكيين الأصليين و0.54% من الأمريكيين ذوي الأصول الآسيوية و0.03% من سكان جزر المحيط الهادئ و1.35% من الأعراق الأخرى و1.87% من عرقين مختلطين أو أكثر و2.98% من الهسبانيون أو اللاتينيون من أي عرق.
بلغ عدد الأسر 1,500 أسرة كانت نسبة 33.3% منها لديها أطفال تحت سن الثامنة عشر تعيش معهم، وبلغت نسبة الأزواج القاطنين مع بعضهم البعض 41.1% من أصل المجموع الكلي للأسر، ونسبة 15% من الأسر كان لديها معيلات من الإناث دون وجود شريك، بينما كانت نسبة 4.3% من الأسر لديها معيلون من الذكور دون وجود شريكة وكانت نسبة 39.6% من غير العائلات. تألفت نسبة 32.3% من أصل جميع الأسر من عدة أفراد يعيشون في نفس المنزل ونسبة 13.8% كانت تتألف من شخص يعيش بمفرده يبلغ من العمر 65 عاماً أو أكثر. وبلغ متوسط حجم الأسرة المعيشية 2.42، أما متوسط حجم العائلات فبلغ 3.05.
بلغ العمر الوسطي للسكان 37.9 عاماً. وكانت نسبة 26.1% من القاطنين تحت سن الثامنة عشر، وكانت نسبة 8% بين الثامنة عشر والرابعة والعشرين عاماً، ونسبة 26.6% كانت واقعةً في الفئة العمرية ما بين الخامسة والعشرين والرابعة والأربعين عاماً، ونسبة 22.5% كانت ما بين الخامسة والأربعين والرابعة والستين، ونسبة 15.1% كانت ضمن فئة الخامسة والستين عاماً فما فوق. يوجد لكل 100 أنثى 90.3 ذكر، ويوجد لكل 100 أنثى في الثامنة عشر من عمرها فما فوق 85.7 ذكر.
بلغ متوسط دخل الأسرة في القرية 36,466 دولارًا، أما متوسط دخل العائلة فبلغ 45,781 دولارًا. وكان متوسط دخل الذكور 30,750 دولارًا مقابل 25,548 دولارًا للإناث. وسجل دخل الفرد الخاص بالقرية 16,526 دولارًا. وكانت نسبة 7.6% من العائلات ونسبة 11.9% من السكان تحت خط الفقر، وكان من هؤلاء نسبة 14.5% تحت سن الثامنة عشر ونسبة 14.5% في الخامسة والستين من العمر وما فوق.

### تعداد عام 2010
بلغ عدد سكان قرية ليونز 3,619 نسمة بحسب تعداد عام 2010، وبلغ عدد الأسر 1,521 أسرة وعدد العائلات 902 عائلة مقيمة في القرية. في حين سجلت الكثافة السكانية 338.2 نسمة لكل كيلومتر مربع (875.9/ميل2). وبلغ عدد الوحدات السكنية 1,716 وحدة بمتوسط كثافة قدره 160.4 لكل كيلومتر مربع (415.4/ميل2).
وتوزع التركيب العرقي للقرية بنسبة 83.81% من البيض و10.56% من الأمريكيين الأفارقة و0.33% من الأمريكيين الأصليين و0.30% من الأمريكيين ذوي الأصول الآسيوية و2.04% من الأعراق الأخرى و2.96% من عرقين مختلطين أو أكثر و5% من الهسبانيون أو اللاتينيون من أي عرق.
بلغ عدد الأسر 1,521 أسرة كانت نسبة 30.3% منها لديها أطفال تحت سن الثامنة عشر تعيش معهم، وبلغت نسبة الأزواج القاطنين مع بعضهم البعض 36.3% من أصل المجموع الكلي للأسر، ونسبة 17% من الأسر كان لديها معيلات من الإناث دون وجود شريك، بينما كانت نسبة 6% من الأسر لديها معيلون من الذكور دون وجود شريكة وكانت نسبة 40.7% من غير العائلات. تألفت نسبة 33.3% من أصل جميع الأسر من عدة أفراد يعيشون في نفس المنزل ونسبة 12.3% كانت تتألف من شخص يعيش بمفرده يبلغ من العمر 65 عاماً أو أكثر. وبلغ متوسط حجم الأسرة المعيشية 2.36، أما متوسط حجم العائلات فبلغ 2.95.
بلغ العمر الوسطي للسكان 39.3 عاماً. وكانت نسبة 23.8% من القاطنين تحت سن الثامنة عشر، وكانت نسبة 9.6% بين الثامنة عشر والرابعة والعشرين عاماً، ونسبة 24.5% كانت واقعةً في الفئة العمرية ما بين الخامسة والعشرين والرابعة والأربعين عاماً، ونسبة 27.8% كانت ما بين الخامسة والأربعين والرابعة والستين، ونسبة 14.2% كانت ضمن فئة الخامسة والستين عاماً فما فوق. وتوزع التركيب الجنسي للسكان بنسبة 48% ذكور و52% إناث.

## أعلام
- ويليام هال شيروود